# Zona metropolitana de Poza Rica

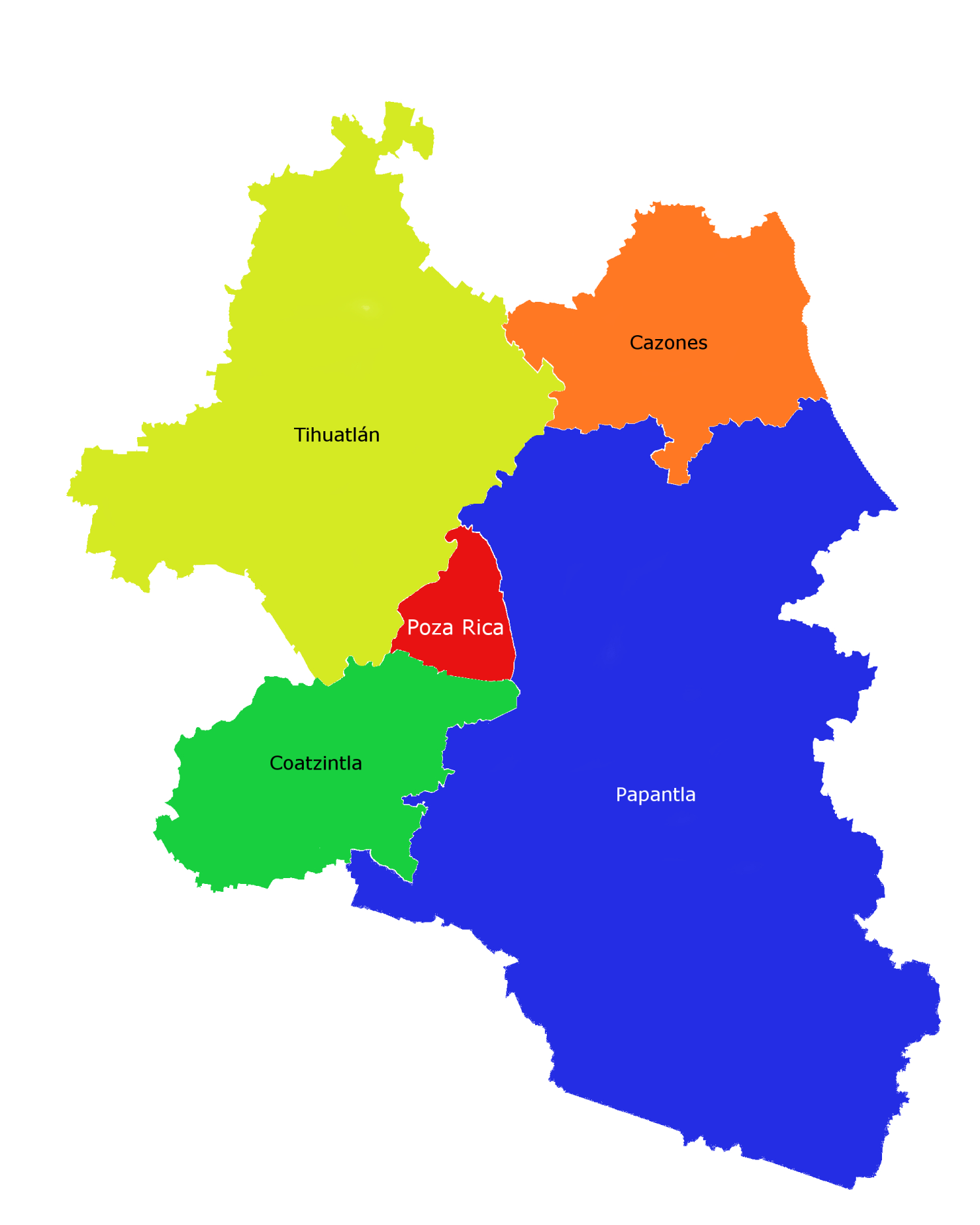
Municipios de la Zona Metropolitana de Poza Rica.

La zona metropolitana de Poza Rica es el área metropolitana formada por la ciudad mexicana de Poza Rica, su municipio homónimo y cuatro municipios más del estado de Veracruz de Ignacio de la Llave. De acuerdo a los resultados del Censo de Población y Vivienda 2010 realizado por el INEGI, la Zona Metropolitana de Poza Rica contó hasta ese año con 513,518 habitantes, lo que la convirtió en la vigésima novena más poblada de México, y en la tercera más poblada del estado de Veracruz de Ignacio de la Llave.

## Municipios integrantes
- Cazones de Herrera
- Coatzintla
- Papantla
- Poza Rica de Hidalgo
- Tihuatlán

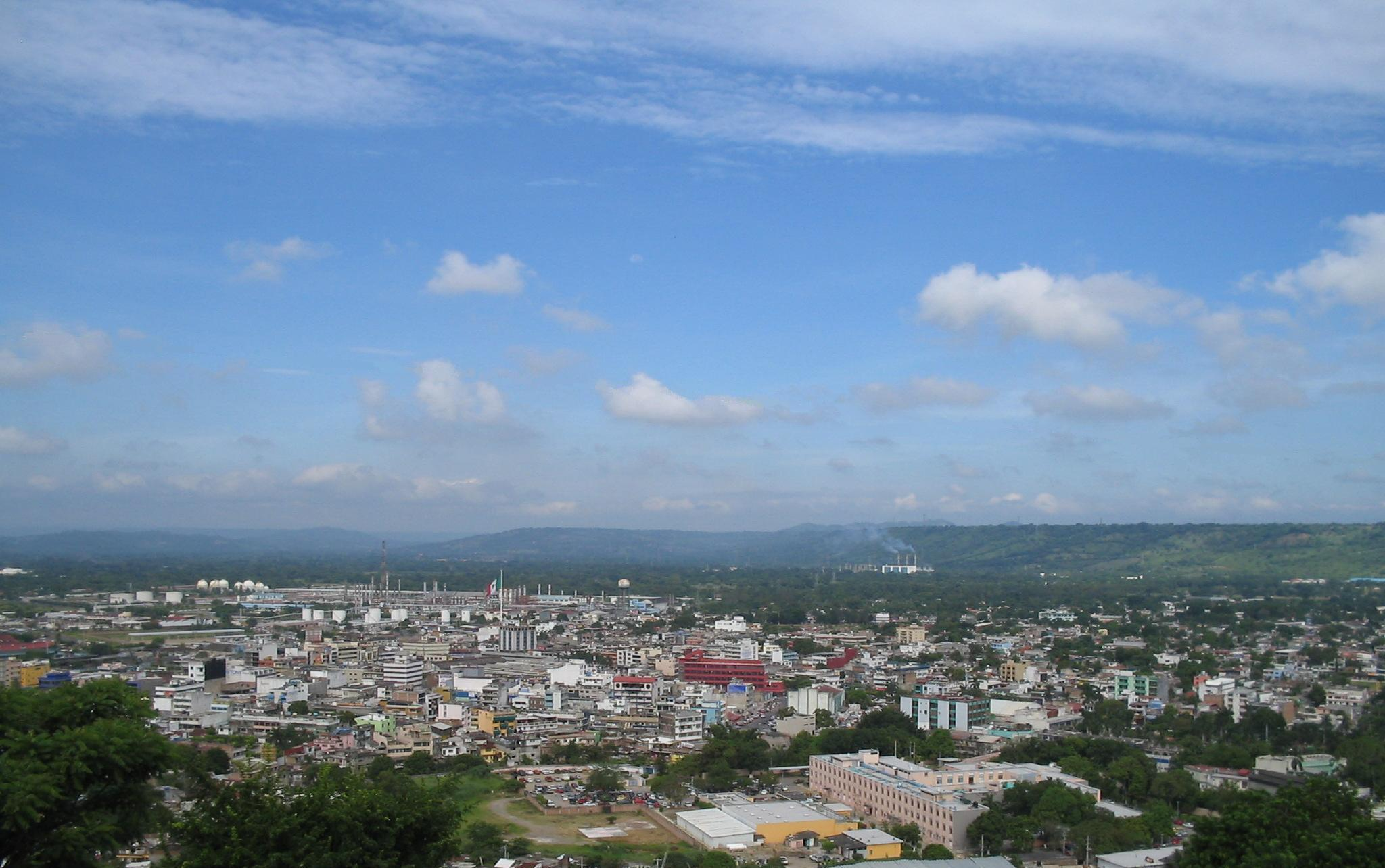
Vista del centro de la ciudad de Poza Rica.
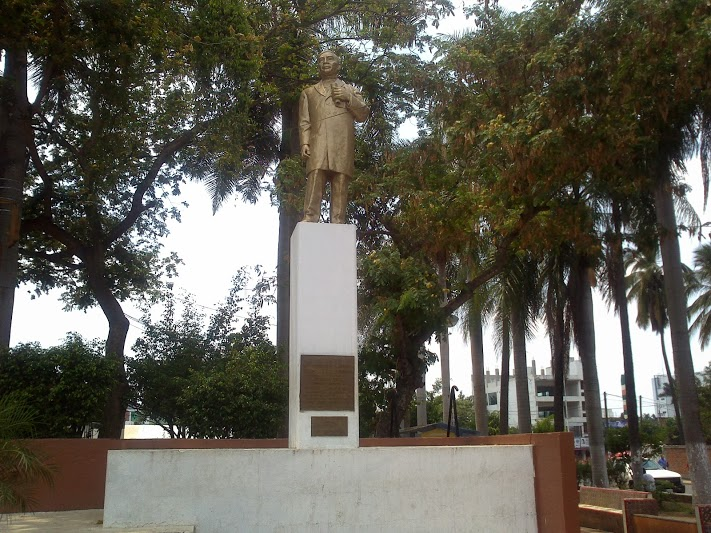
Parque de la ciudad de Poza Rica.
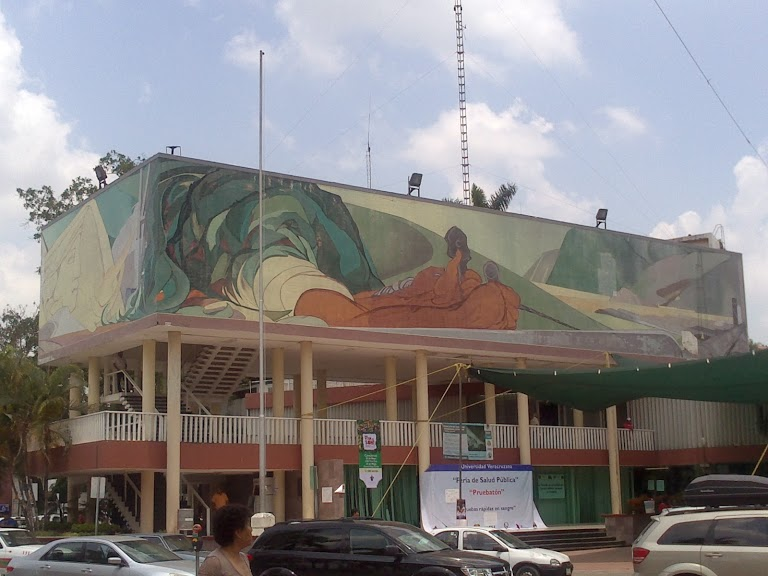
Mural de Pablo O'Higgins en la fachada del Palacio Municipal de la ciudad de Poza Rica.
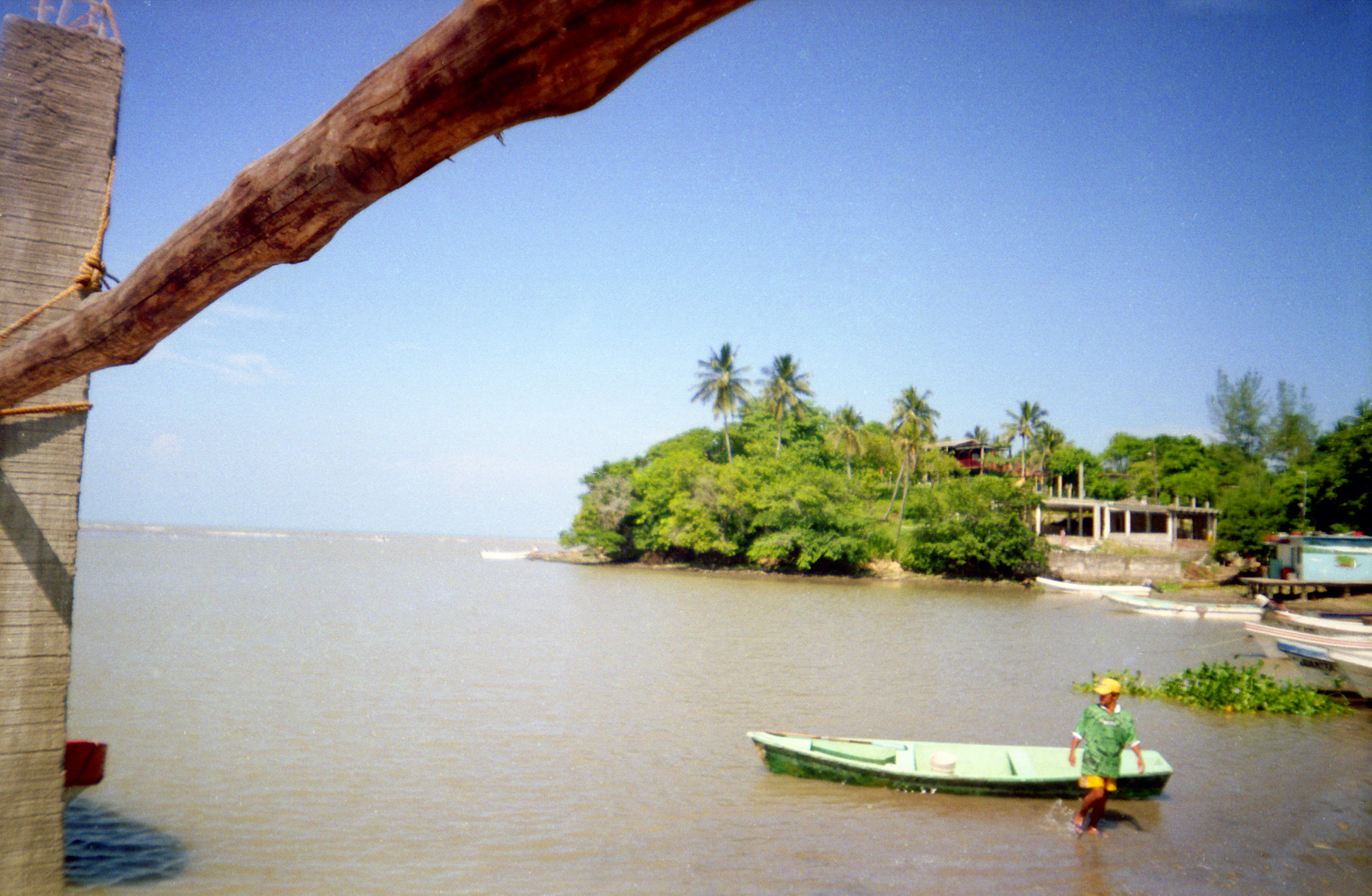
Playa en Cazones de Herrera.
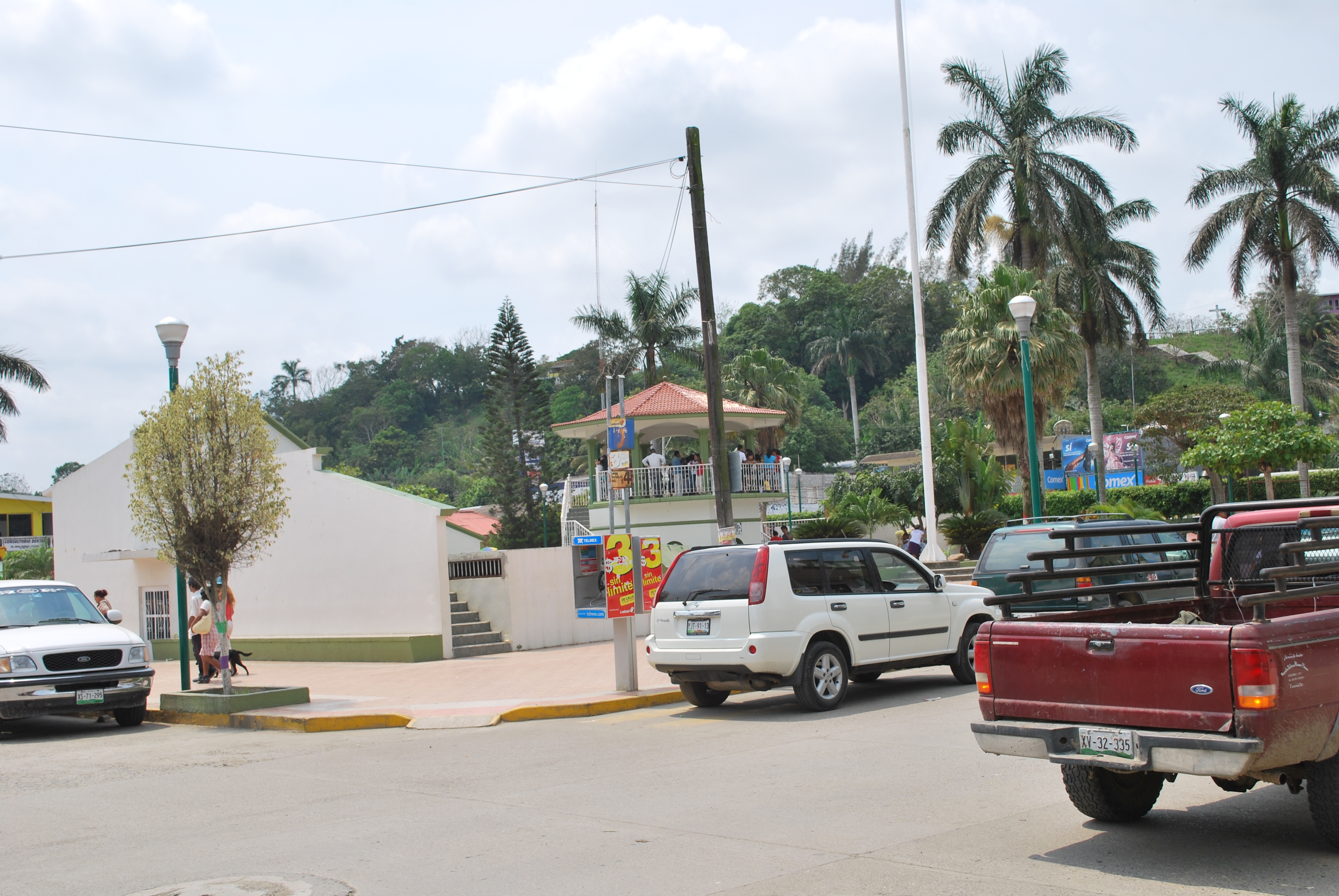
Zócalo de Cazones de Herrera.
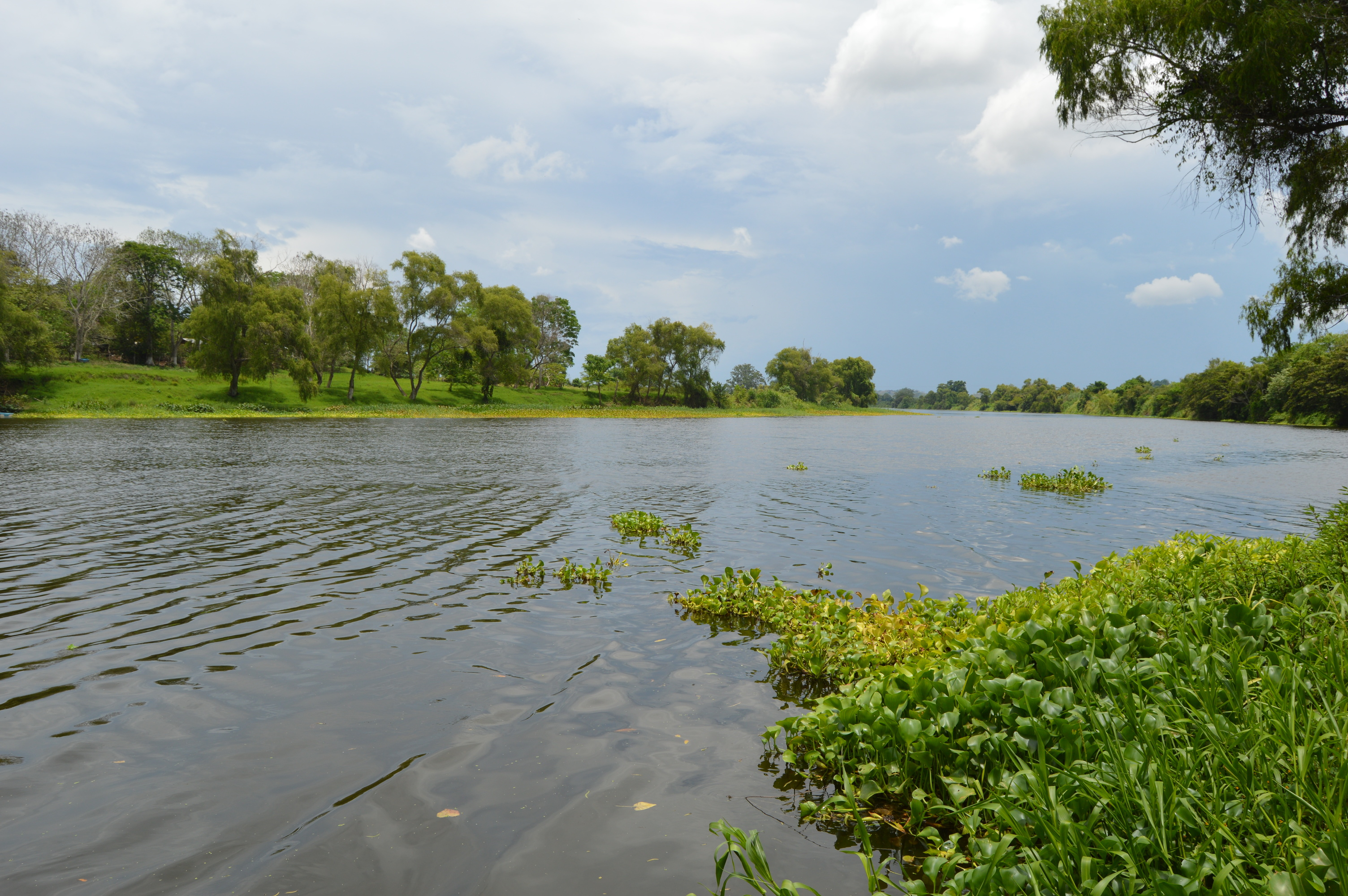
Rio Cazones cerca de la cabecera municipal de Cazones.
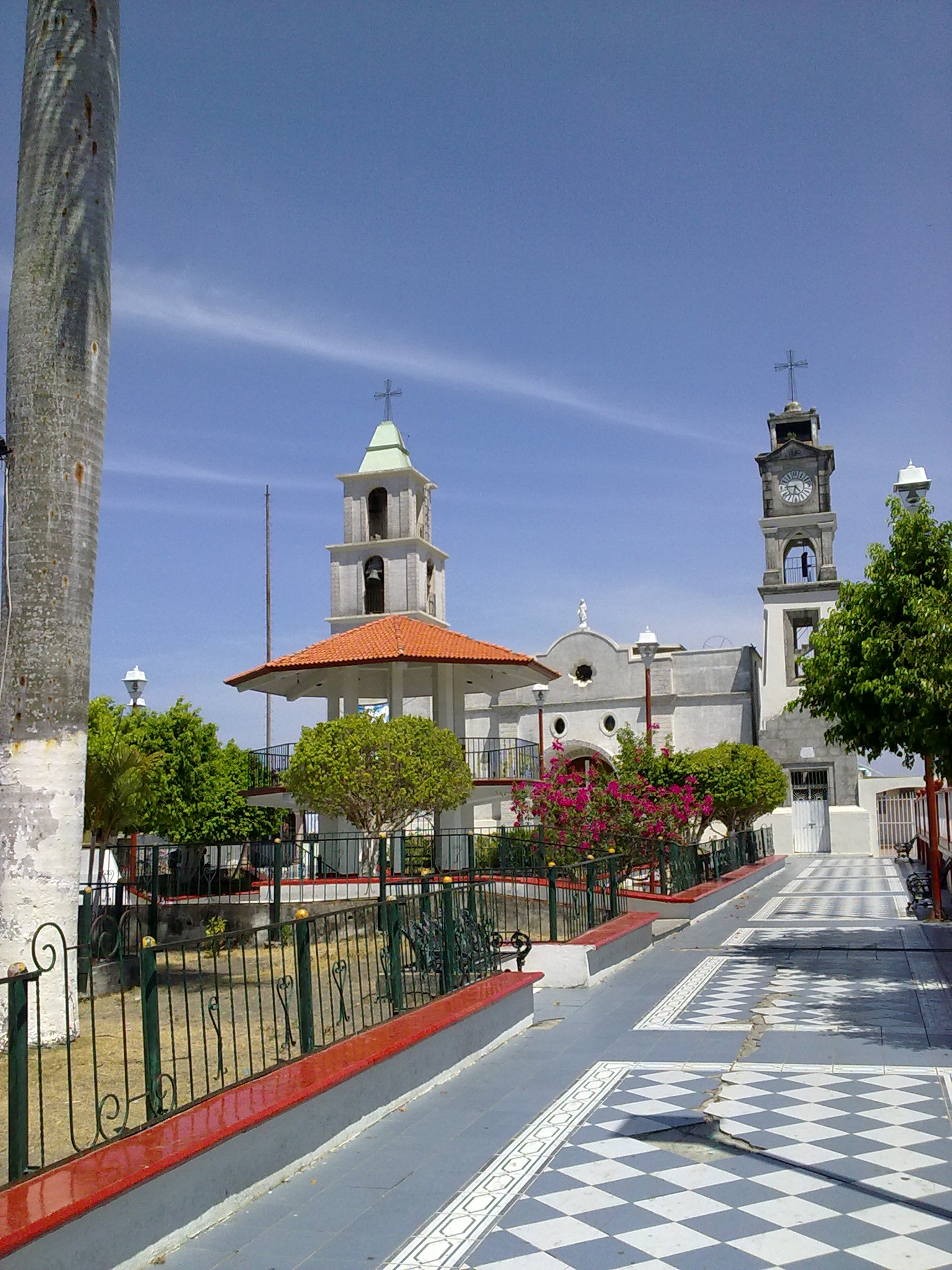
Panorámica del parque en Coatzintla.
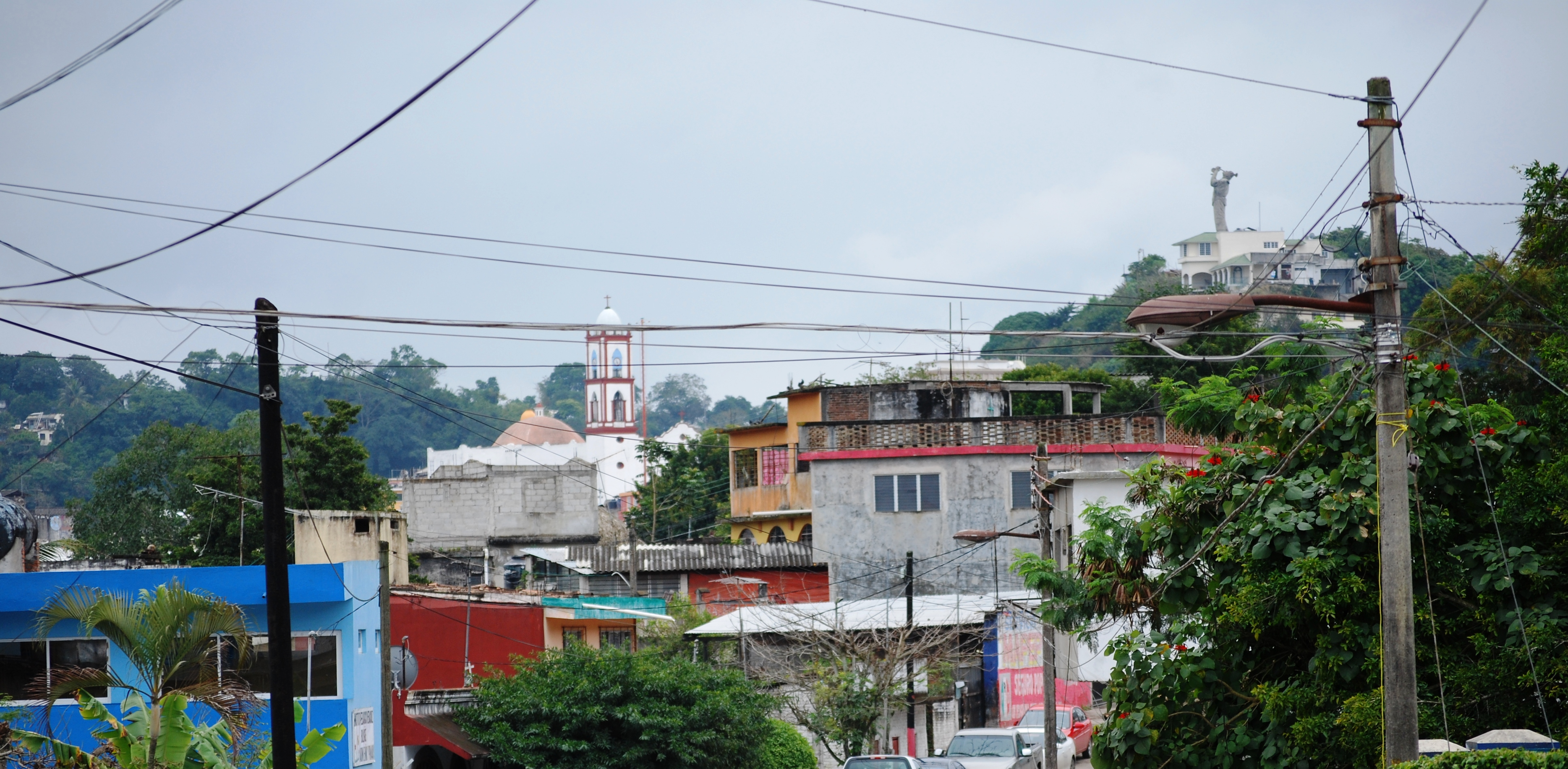
Panorámica de la ciudad de Papantla.
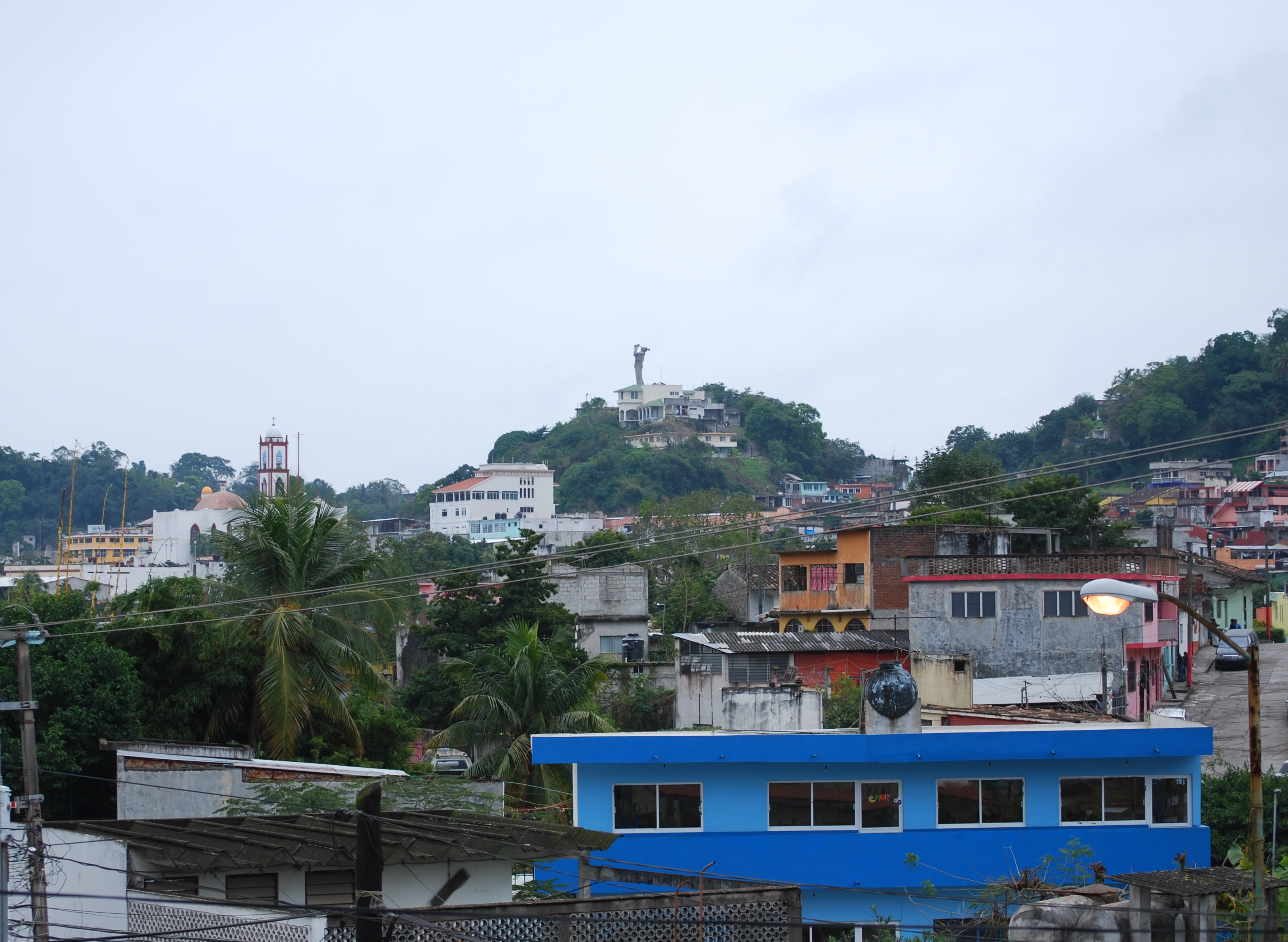
Panorámica del centro de Papantla.
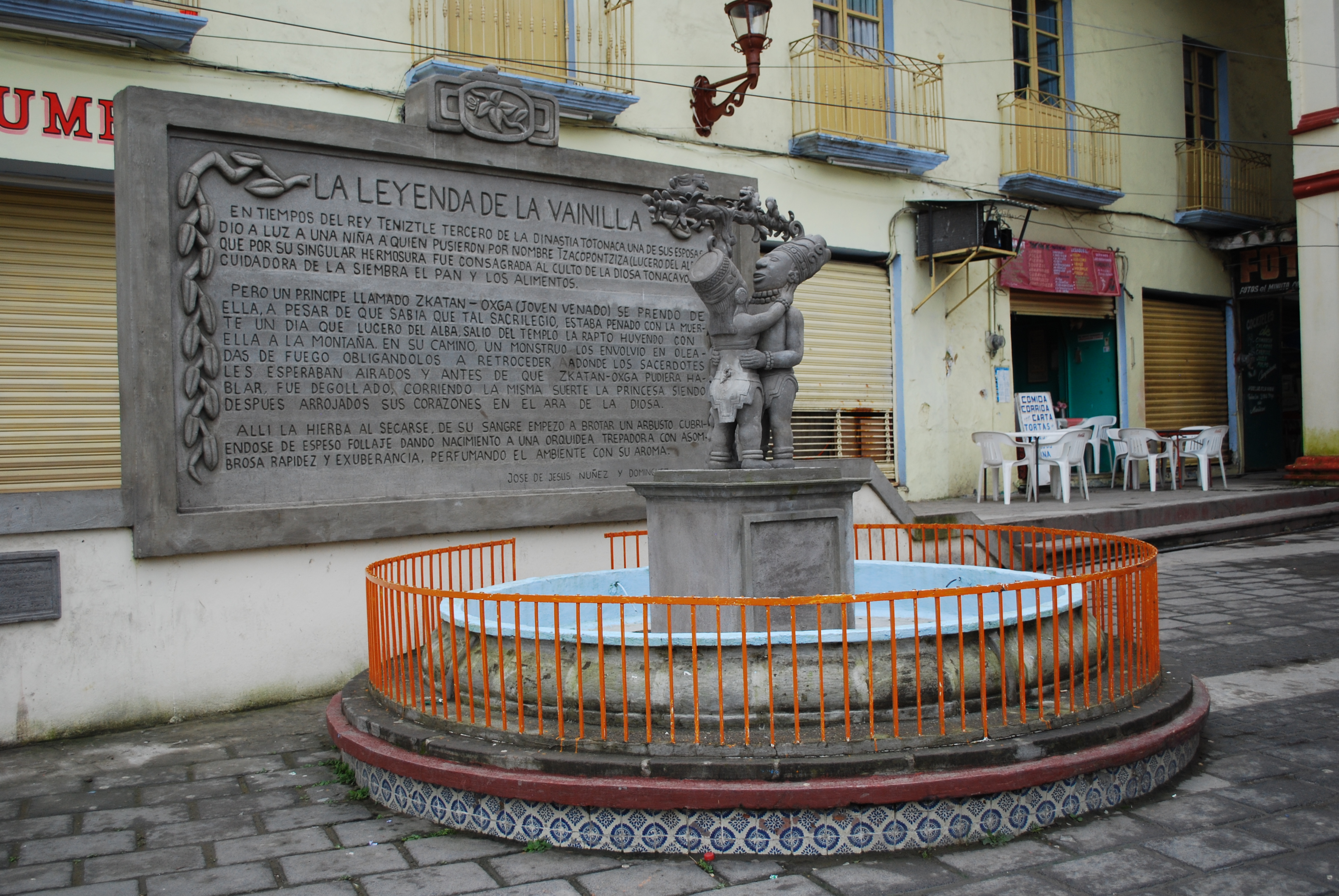
Fuente de la vainilla en Papantla.
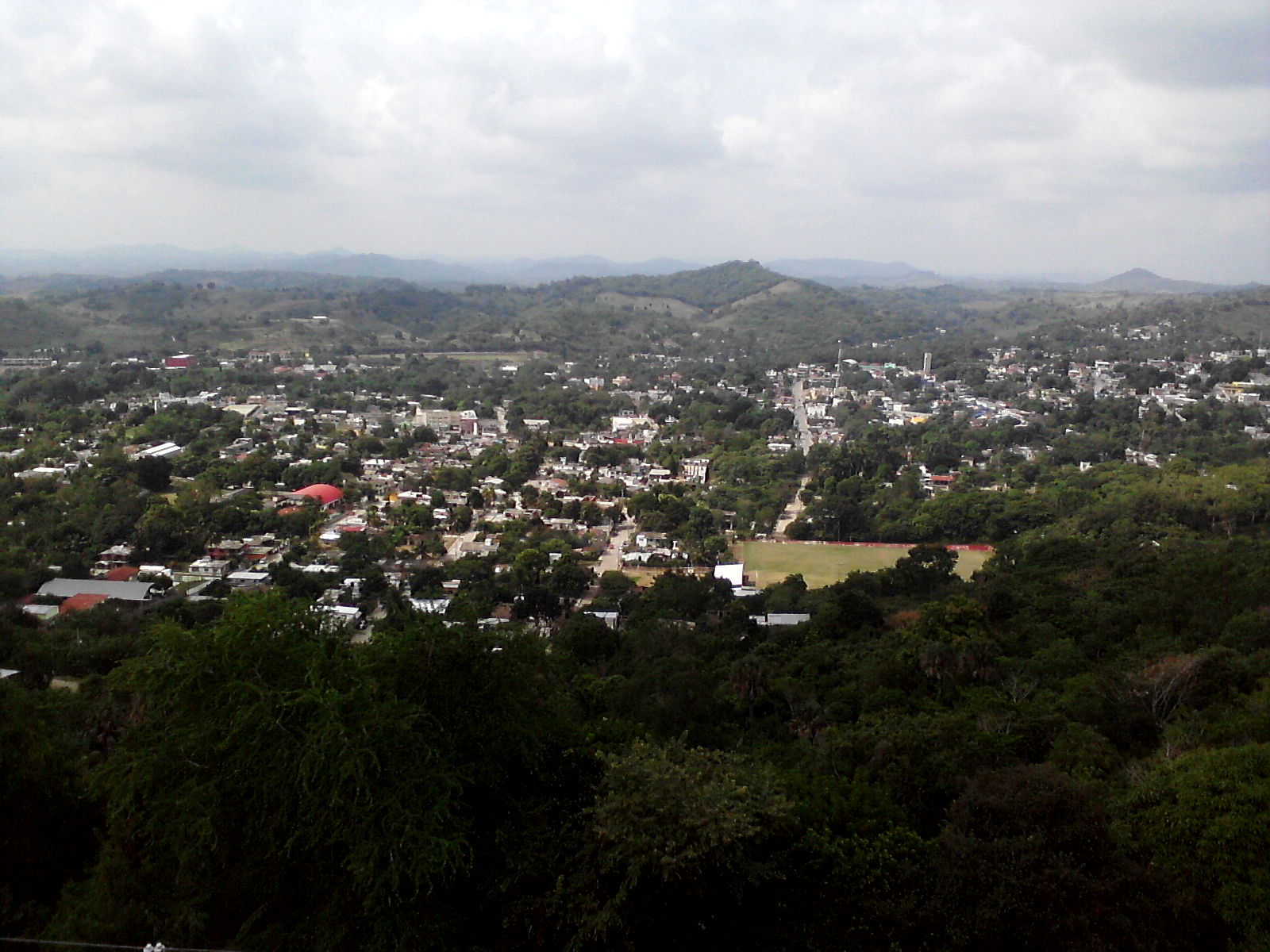
Vista aérea de Tihuatlán.
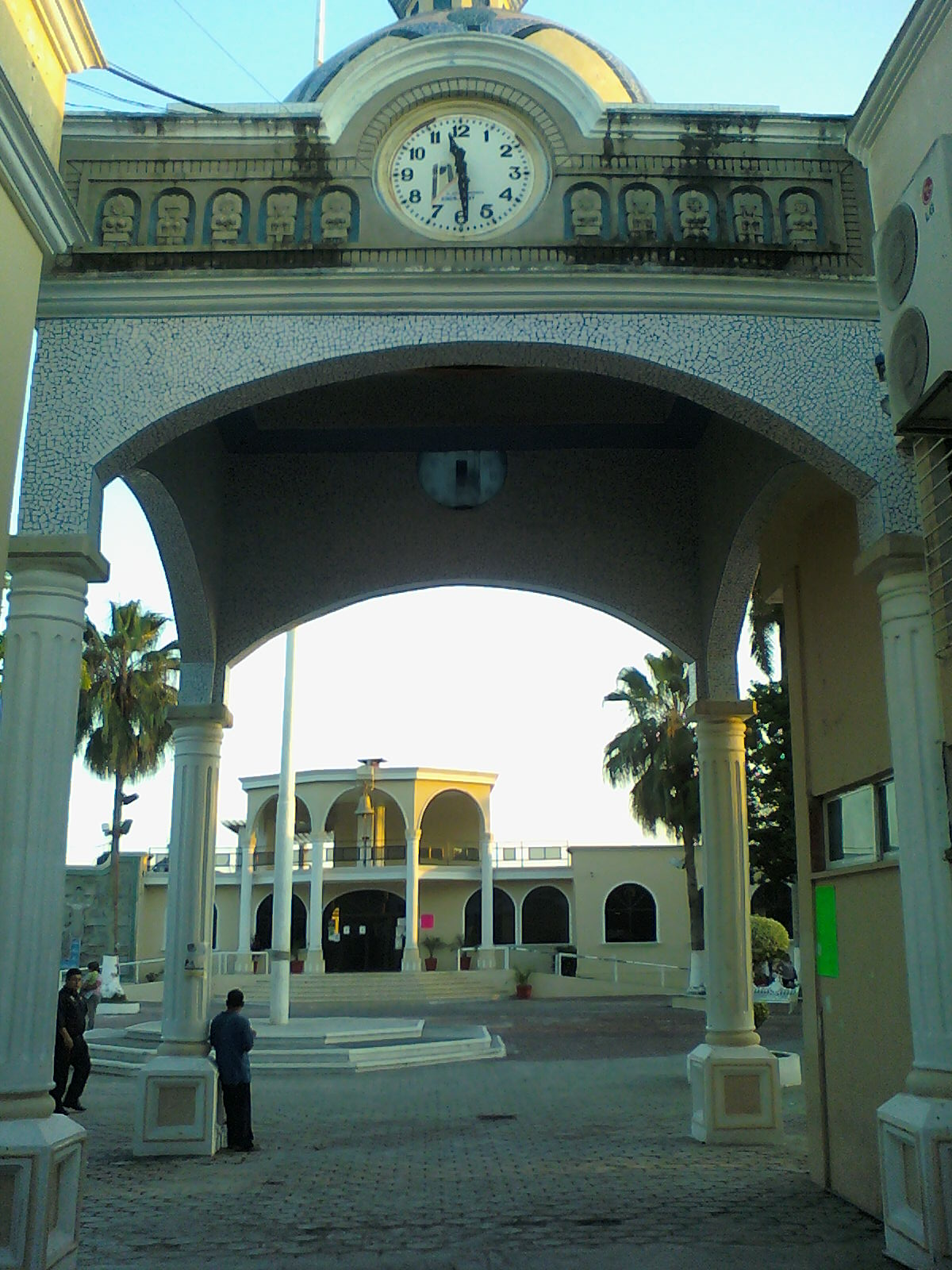
Parque central de Tihuatlán.
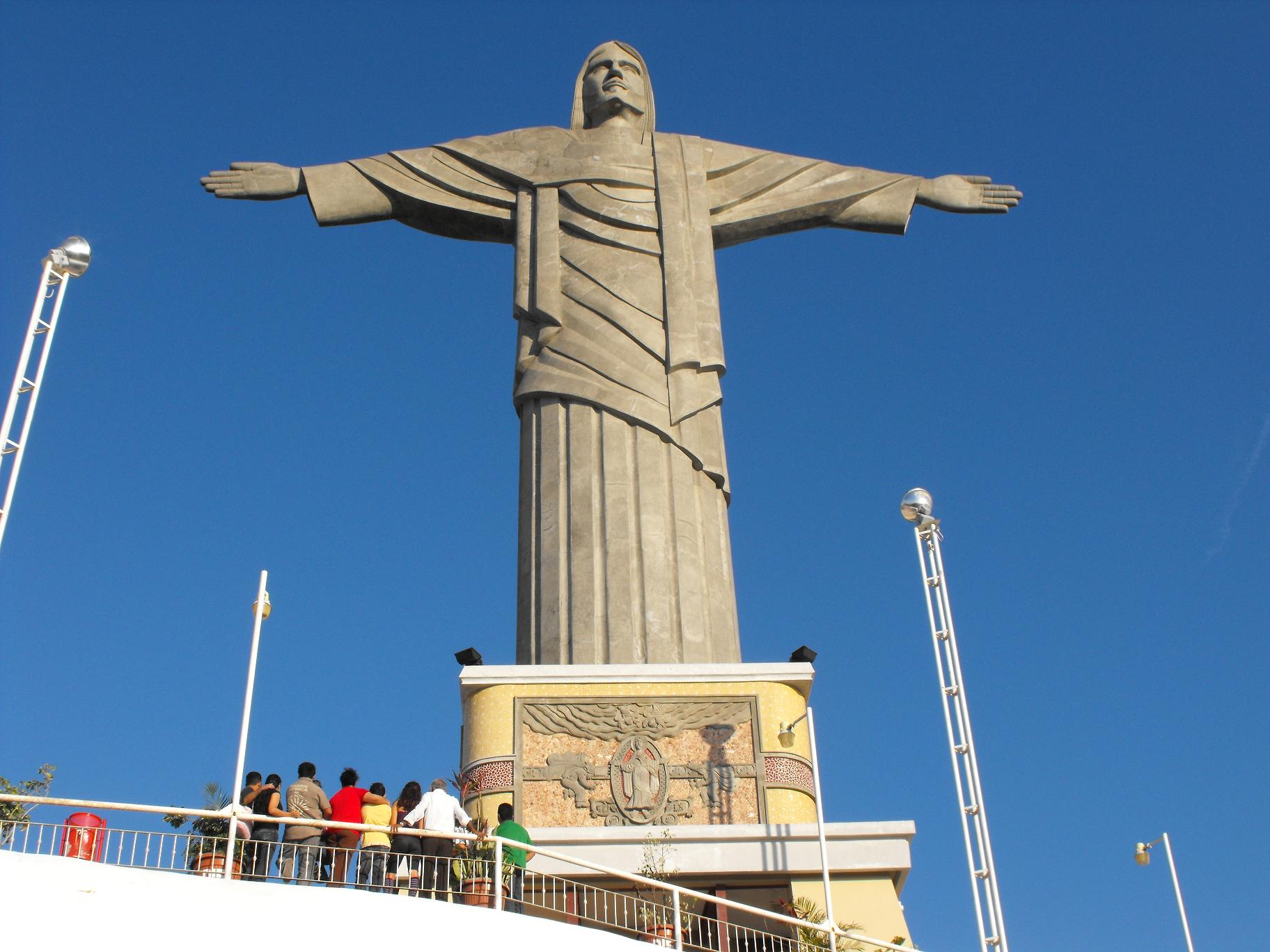
Cristo Redentor de Tihuatlán.
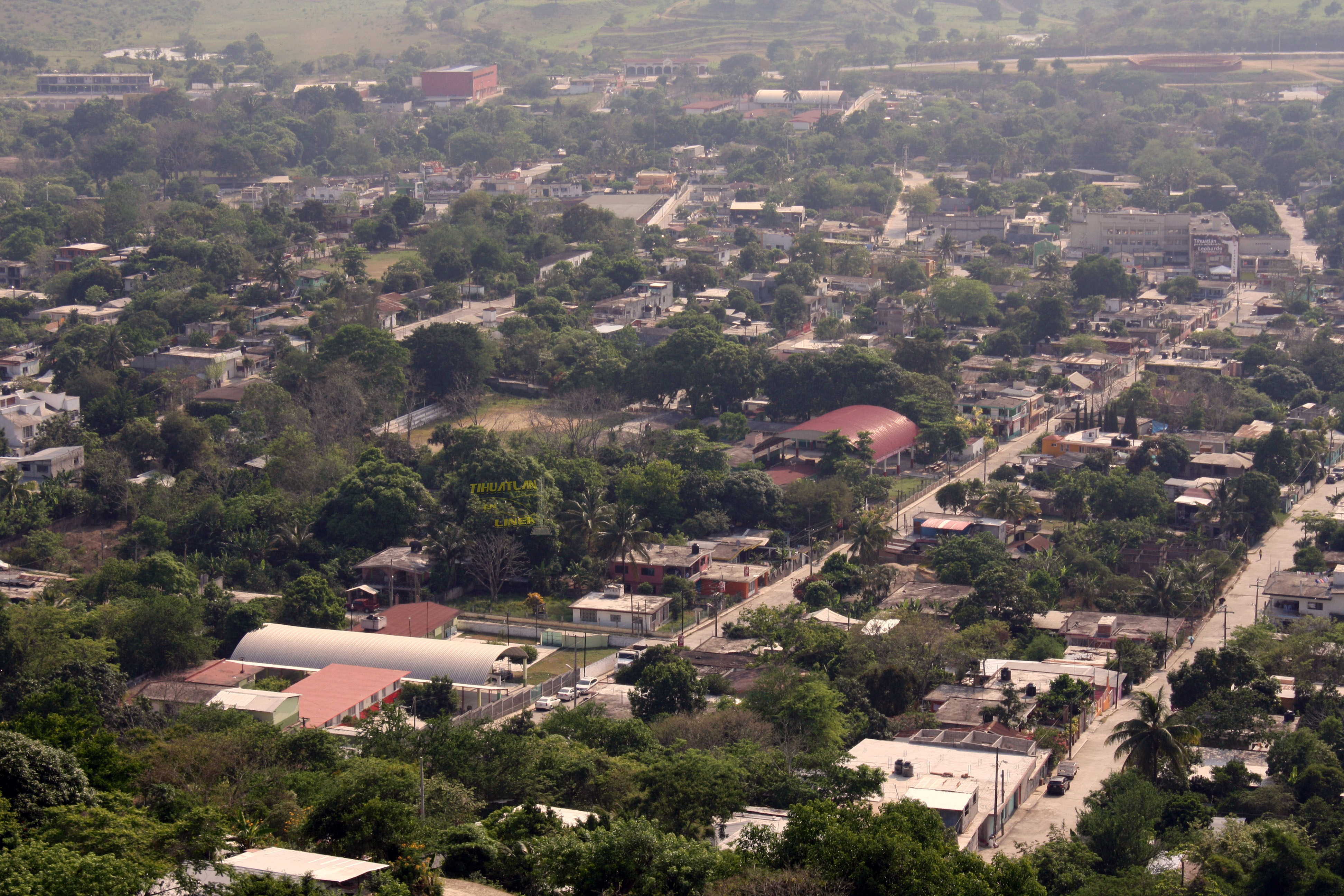
Panorámica desde el Cristo Redentor en Tihuatlán.
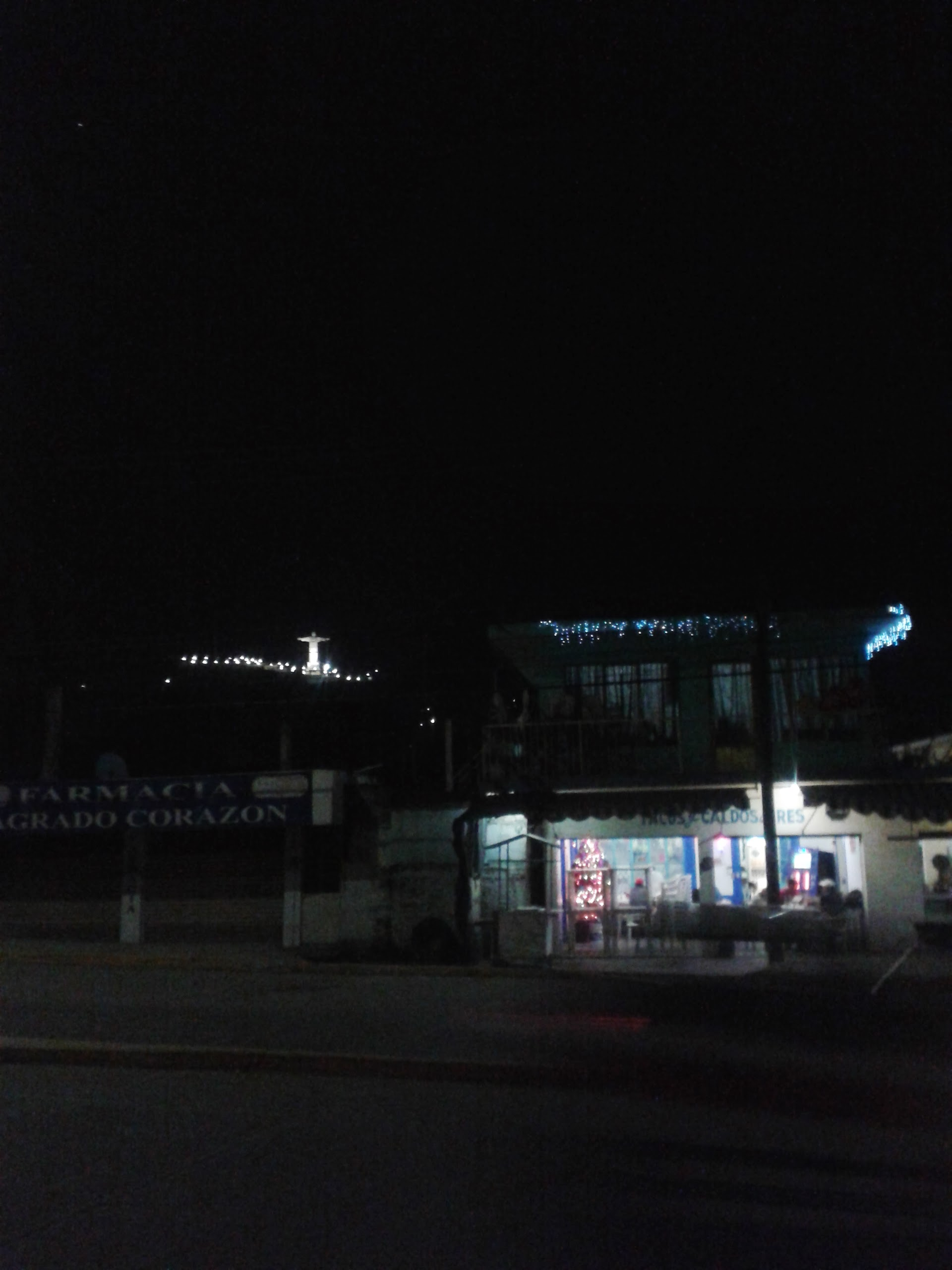
Vista nocturna del Cristo Redentor en Tihuatlán.